# ابرنواختر (فیلم ۲۰۰۵)
«ابرنواختر» (انگلیسی: Supernova (2005 film)) تله‌فیلمی به کارگردانی جان هریسون است که در سال ۲۰۰۵ منتشر شد.